# Dactylostomum anaspidis
Dactylostomum anaspidis är en plattmaskart. Dactylostomum anaspidis ingår i släktet Dactylostomum och familjen Opecoelidae. Inga underarter finns listade i Catalogue of Life.